# Xylena obscurata
Xylena obscurata är en fjärilsart som beskrevs av Arnold Spuler 1907. Xylena obscurata ingår i släktet Xylena och familjen nattflyn. Inga underarter finns listade i Catalogue of Life.